# Joanne Dru
Pour les articles homonymes, voir Dru.
Joanne Dru, née Joanne Letitia LaCock, le 31 janvier 1922 à Logan en Virginie-Occidentale, et morte le 10 septembre 1996 à Los Angeles, est une actrice américaine.

## Biographie
Dru naît en Virginie-Occidentale, à Logan. À dix-huit ans, elle déménage à New York où elle trouve d’abord un emploi comme mannequin. Elle est rapidement repérée par Al Jolson qui l’ajoute à l’affiche de sa comédie musicale Hold On to Your Hats se jouant sur Broadway. Après un déménagement à Hollywood, elle trouve à s’employer au théâtre où elle est repérée et embauchée pour jouer son premier rôle au cinéma dans Abie's Irish Rose qui sort en 1946. Joanne Dru connaît son heure de gloire dans les dix années qui suivent ses débuts cinématographiques et devient alors une figure populaire du petit et du grand écran ; elle tourne notamment dans de nombreux westerns au tournant des années 1950 : La Rivière rouge d’Howard Hawks (1948), La Charge héroïque de John Ford (1949) ou Le Convoi des braves du même John Ford (1950).
Elle reçoit de bonnes critiques pour son rôle dans la comédie dramatique Les Fous du roi (1949) et est à l’affiche de The Pride of St. Louis en 1952, un film relatant la vie de Dizzy Dean dans lequel elle partage la vedette avec Dan Dailey (1915-1978). Elle est de la distribution du Port des passions, film d’Anthony Mann de 1953 où elle donne la réplique à James Stewart (1908-1997). En 1954, elle joue dans Le clown est roi, une comédie de Dean Martin et Jerry Lewis. À la fin des années 1950 cependant, sa carrière au cinéma décline ; elle continue cependant de travailler pour la télévision où elle fait encore de fréquentes apparitions. Son dernier long métrage est L'Enquête de Gordon Douglas (1965), mais elle n’y tient qu’un second rôle.
En récompense de sa contribution à l’industrie télévisuelle, Dru est honorée d’une étoile sur le Hollywood Walk of Fame.
Joanne Dru décède à Los Angeles en Californie le 10 septembre 1996, à l’âge de 74 ans, de complications respiratoires causées par l’œdème lymphatique dont elle souffre. Après son incinération, ses cendres sont dispersées dans l’océan Pacifique.

## Filmographie

### Cinéma
- 1946 : Abie's Irish Rose (en) d'A. Edward Sutherland : Rosemary Murphy Levy
- 1948 : La Rivière rouge (Red River), d'Howard Hawks : Tess Millay
- 1949 : La Charge héroïque (She Wore a yellow ribbon), de John Ford : Olivia Dandridge
- 1949 : Les Fous du roi (All the King's Men) de Robert Rossen : Anne Stanton
- 1950 : Le Convoi des braves (Wagon Master), de John Ford : Denver
- 1950 : 711 Ocean Drive : Gail Mason
- 1951 : La Vallée de la vengeance (Vengeance Valley), de Richard Thorpe : Jen Strobie
- 1951 : Monsieur Belvédère fait sa cure (Mr. Belvedere Rings the Bell) de Henry Koster : Miss Harriet Tripp
- 1952 : Return of the Texan, de Delmer Daves : Ann Marshall
- 1952 : The Pride of St. Louis, de Harmon Jones : Patricia Nash Dean
- 1952 : My Pal Gus : Lydia Marble
- 1953 : Le Port des passions (Thunder Bay), d'Anthony Mann : Stella Rigaud
- 1953 : Hannah Lee: An American Primitive (it) : Hannah Lee
- 1953 : Double Filature de Rudolph Maté : Christine Lawrence Manard
- 1954 : Day of Triumph, d'Irving Pichel et John T. Coyle : Marie Madeleine
- 1954 : L'Attaque de la rivière rouge (The Siege at Red River), de Rudolph Maté : Nora Curtis
- 1954 : Duffy of San Quentin, de Walter Doniger : Ann Halsey
- 1954 : La caravane du désert (Southwest Passage) de Ray Nazarro : Lilly
- 1954 : Le clown est roi (3 Ring Circus) de Joseph Pevney : Jill Brent
- 1955 : Sincerely Yours de Gordon Douglas : Marion Moore
- 1955 : L'Armure noire (The Dark Avenger), de Henry Levin : Lady Joan Holland
- 1955 : Colère noire (Hell on Frisco Bay) : Marcia Rollins
- 1957 : Le pays de la haine (en) (Drango) : Kate Calder
- 1958 : Lueur dans la forêt (The Light in the Forest), d'Herschel Daugherty : Milly Elder
- 1959 : Le Bagarreur solitaire (The Wild and the Innocent), de Jack Sher : Marcy
- 1960 : September Storm (en) : Anne Traymore
- 1965 : L'enquête (Sylvia) : Jane Philipps
- 1980 : Un drôle de flic (Super Fuzz), de Sergio Corbucci : Rosy Labouche

### Télévision
- 1953 - 1955 : The Ford Television Theatre (en) (série télévisée) : Un docteur / Wendy / Myla Marshall / Lady Mary Tighe
- 1955 : Four Star Playhouse (série télévisée) : Delight Kennard
- 1955 : The Star and the Story (en) (série télévisée) : Pat Lowry
- 1955 : Letter to Loretta (en) (série télévisée) : Alice
- 1955 - 1956 : Climax! (série télévisée) : Nancy
- 1956 : Celebrity Playhouse (en) (série télévisée) : Kay Gordon
- 1956 : Studio 57 (série télévisée) : Martha
- 1957 : Playhouse 90 (série télévisée) : Elizabeth Blackwell
- 1957 : La Grande Caravane (Wagon Train) (série télévisée) : Laura Collins
- 1958 : Colgate Theatre (en) (série télévisée) : Marilyn Woods
- 1958 : General Electric Theater (série télévisée) : Alice Giles
- 1958 : Studio One (série télévisée) : Suzie Sherrell
- 1958 : The Red Skelton Show (série télévisée) : Sally
- 1959 : The David Niven Show (en) (série télévisée) : Ellen Baird
- 1960 : Goodyear Theatre (série télévisée) : Kate Ballister
- 1960 - 1961 : Gustward Ho! (série télévisée) : Babs Hooten
- 1964 : L'Homme à la Rolls (Burke's Law) (série télévisée) : Solange Kelly
- 1965 : The Long, Hot Summer (série télévisée) : Martha Ross
- 1967 : Le Frelon vert (The Green Hornet) (série télévisée) : Sabrina Bradley
- 1970 : The Governor & J.J. (en) (série télévisée) : Karen Bradshaw
- 1971 : Ah ! Quelle famille (The Smith Family) (série télévisée) : Lisa Benton
- 1975 : Docteur Marcus Welby (série télévisée) : Dorothy Brander